# 大蓋副䲁
大蓋副䲁（學名：Parablennius opercularis），為輻鰭魚綱鳚形目䲁科副䲁屬的一種，分布於西印度洋波斯灣至巴基斯坦海域，深度1至12公尺，本魚體延長略側扁，頭部短鈍，眼上方有分支觸鬚，背鰭硬棘12枚、背鰭軟條16-17枚、臀鰭硬棘2枚、臀鰭軟條18-19枚，體長可達6公分，棲息在沿海淺水域，雌魚產附著性卵，雄魚有護卵行為，幼魚為浮游性，生活習性不明。